# インディアナポリス・フージャーズ (1884年)
ここでは、1884年に、インディアナ州インディアナポリスを本拠地としてアメリカン・アソシエーションに加盟していたプロ野球チームである、インディアナポリス・フージャーズ（Indianapolis Hoosiers）について記述する。

## 球団史
1884年のアメリカン・アソシエーションの球団拡張の際加盟。他チームとの実力差があったのか、1884年のチーム防御率は4.20、チーム打率は.233だった。チームのエースだったラリー・マッキオンは開幕から連敗を重ね、チームは最初の1か月を3勝17敗1分と大きく出遅れてしまう。その後一度も上位に顔を出すことなくシーズンを終えた。エースのマッキオンはこの年敗戦数（41）、失点（350）、被本塁打（20）の3つの部門でリーグワーストを記録する。シーズン後半にはかつてボストンの名投手だったトミー・ボンドを所属させたが、ボンドは0勝5敗におわり、この年を最後に現役を引退した。シーズンの最後を10連敗で終えたチームは結局1年で解散となった。

## 戦績
※順位は勝率による。
| 年度   | リーグ | 試合 | 勝利 | 敗戦 | 勝率 | 順位 | 監督                              | 本拠地              |
| ------ | ------ | ---- | ---- | ---- | ---- | ---- | --------------------------------- | ------------------- |
| 1884年 | AA     | 110  | 29   | 78   | .271 | 12位 | ジム・ギフォード ビル・ワトキンス | Seventh Street Park |

## 所属した主な選手
- マー・フィリップス：遊撃手。チーム最多の111安打を放った。通算打率.239。
- ラリー・マッキオン：メジャーで3年間プレー、通算46勝64敗。1884年の41敗と被本塁打20はリーグワースト。

## 主な球団記録
打撃記録
- 通算安打数：111（マー・フィリップス）
- 通算本塁打：6（ジョン・ケリンズ）
- 通算得点数：58（ジョン・ケリンズ）

投手記録
- 通算勝利数：18（ラリー・マッキオン）
- 通算奪三振：308（ラリー・マッキオン）